# Shattered Grounds
Shattered Grounds ist das zweite Studioalbum der schwedischen Synthpop-Band Elegant Machinery. Es ist 1993 erschienen.
Aufgenommen wurden die Lieder während des Sommers im MRC-Studio in Malmö, der verantwortliche Produzent war Fredrik Bergengren. Nur das Lied Under Contention wurde anderswo produziert und von Krister Pettersen remixt. Das spätere digitale Mastering wurde von der Digitalfabriken in Göteborg vorgenommen. Geschrieben wurden die Lieder alle in gemeinsamer Arbeit von Leslie Bayne und Richard Johansson, außer dem Lied Flag of Truce, das von Johansson alleine stammt, und Cold As Ice von Johan Malmgren.
Das Cover zeigt ein Schwarzweißfoto einer mit einem Lackbustier bekleideten Frau.
Die Musik ist stark vom britischen Synthpop der Achtziger beeinflusst und beinhaltet ein Spektrum von balladesken Liedern bis zu schnellen, tanzorientierten Stücken. Die Produktion des Albums ist glätter als beim Debüt der Band. Für Under Contention verwendete die Band ein orientalisches Grundthema. Die letzten drei Lieder gehören thematisch und musikalisch zusammen und gehen ineinander über.
Die Texte des Albums drehen sich vor allem um Beziehungen zwischen Menschen, richten sich aber auch gegen Krieg, wie in Flag of Truce, oder handeln von der schnellen Entwicklung der modernen Welt (Hard to Handle).

## Titelliste
1. Repressive Thoughts (3:21)
2. Hard to Handle (4:08)
3. Cheap Girl (4:01)
4. Shattered Grounds (3:58)
5. Under Contention (Instrumental) (4:05)
6. Cold As Ice (2:51)
7. Flag of Truce (4:30)
8. Words Without Meaning (4:33)
9. Forget What I Had in Mind (3:50)
10. Hard Rain (Watching You) (4:25)
11. Another Hard Rain (1:32)

## Single-Auskopplungen
Vom Album wurden zwei Singles ausgekoppelt: Hard to Handle im Jahr 1993 und ein Jahr darauf Repressive Thoughts.

## Verwendete Instrumente
- Akai: S 1000
- E-mu Systems: Emax II
- KORG: Wavestation
- Oberheim: OB 8, Xpander, Matrix 1000
- Roland: Juno 106, SH 101, Vocoder SVC-350, Jupiter 6, Super Jupiter MKS 80, D 550, S. 50.
- Waldorf: Microwave.

## Rezensionen
„Es ist fast schon schwer zu beschreiben, wie gut dieses Album ist. Wenn Du ein Fan von analogem Synthie-Pop bist, bist Du es Dir schuldig eine Kopie dieser CD zu bekommen. Stelle Dir Erasure vor mit einer Stimme, die mehr zum Bariton tendiert und Lieder genauso gut wie oder besser als Erasure zu ihren Glanzzeiten, dann hast Du eine gute Idee davon, was hier zu erwarten ist. Einfach ein wundervolles Album!“